# Danny Amankwaa
Danny Kwasi Amankwaa (30 januari 1994) is een Deens-Ghanees voetballer die bij voorkeur als aanvaller speelt. Hij staat onder contract bij FC Kopenhagen, waar hij doorstroomde vanuit de eigen jeugdopleiding.

## Clubcarrière
Amankwaa debuteerde op 29 oktober 2012 in de Deense Superligaen als invaller tegen AC Horsens. Eerder maakte hij al zijn opwachting in de beker tegen FC Fredericia op 26 september 2012. Op 1 november 2012 scoorde hij zijn eerste profdoelpunt in de beker tegen SønderjyskE. In 2013 werd hij landskampioen met FC Kopenhagen.

## Interlandcarrière
Amanwaa kwam uit voor diverse Deense nationale jeugdselecties. Hij scoorde onder meer 4 doelpunten uit 24 interlands voor Denemarken –17.

## Erelijst
FC Kopenhagen
- Deens landskampioen

2013, 2016
1 Trott ·
2 Diks ·
4 Garananga ·
5 Pereira ·
6 Hatzidiakos ·
7 Claesson  ·
8 Mattsson ·
9 Onugkha ·
10 Elyounoussi ·
11 Larsson ·
13 Huescas ·
14 Cornelius ·
15 López ·
16 Robert ·
17 Froholdt ·
19 Chiakha ·
20 Boilesen ·
21 Sander ·
22 Gotsjoleisjvili ·
24 Meling ·
27 Delaney ·
30 Achouri ·
31 Rúnarsson ·
33 Falk ·
36 Clem ·
38 Højer ·
40 Bardghji ·
Coach: Neestrup
· Assistent-coach: Nørregaard
· Keeperstrainer: Christensen